# Къща на Янко Танков
Къщата на Янко Танков е 4-етажна сграда, намираща се в Русе на ъгъла на ул. „Александровска“ и ул. „Раковска“ №18.
Първоначално сградата е била едноетажна и предназначена за магазини и в такъв вид е купена от търговеца Янко Танков (27.04.1887-02.07.1951) – деец на Народнолибералната партия. През 1911 г. Янко Янков Танков заедно с брат си Танко Танков (родом от с. Килифарево, Търновско) и братовчед си Янко Тодоров Танков основават търговско дружество с основна дейност търговия на едро и дребно с железарски, колониални и бояджийски стоки внасяни предимно от Германия. В периода 1926-1928 те я надстрояват по един етаж на година съгласно действащите тогава кметски правила за архитектурен ансамбъл на сградите по главната улица.
Надстройката през 1928 г. е по проект на арх. Радослав Н. Радославов (завършил образованието си през 1914 г. при Огюст Перре в Париж и учил заедно с Льо Корбюзие). В партера на сградата е имало четири магазина и складове. Вътрешните стени са били богато декорирани, но фреските не са запазени. Постройката е увенчана с 4 мансардни кулички към двете улици.
След 9 септември 1944 гцялата дейност на Танкови е прекратена, активите и пасивите на предприятията им преминават в полза на държавата. Във времената на социализма се намирало едно от известните русенски заведения „Хавана“.
След 1990 г. сградата е реституирана и днес част от къщата е собственост на Иван Хаджииванов (внук на Иван Хаджииванов), който полага необходимите грижи за да бъде запазена къщата като къс от стария град Русе.